# Tetrastigma laevigatum
Tetrastigma laevigatum är en vinväxtart som först beskrevs av Bi., och fick sitt nu gällande namn av François Gagnepain. Tetrastigma laevigatum ingår i släktet Tetrastigma och familjen vinväxter. Inga underarter finns listade i Catalogue of Life.